# Ponorka typu 039A/B
Ponorka typu 039A (v kódu NATO třída Yuan) je třída diesel-elektrických útočných ponorek Námořnictva Čínské lidové osvobozenecké armády představující komplexní modernizaci předcházejícího typu 039 (třída Song). Ve službě jsou od roku 2005. V roce 2018 bylo ve službě 17 z plánovaných 20 ponorek této třídy. Pro ponorky byl vyvinut čínský pohon nezávislý na přístupu vzduchu (AIP – Air Independent Propulsion). Deriváty této třídy byly objednány námořnictvy Pákistánu (8 ks) a Thajska (3 ks).

## Pozadí vzniku

Ponorka typu Yuan

Ponorky typu 039A představují komplexní modernizaci předcházejícího typu 039 / třída Song s využitím technologií ruských ponorek projektu 877/636 (třída Kilo). Celou třídu staví loděnice Wuchang ve Wu-chanu. Veřejnost se o její existenci dověděla roku 2005. Prototypová ponorka (č. 330) byla na vodu spuštěna roku 2004 a do operační služby vstoupila pravděpodobně v roce 2006. V letech 2007–2008 byly na vodu spuštěny další tři ponorky (č. 331, 332 a 333). Druhá a třetí ponorka byly do služby přijaty roku 2009 a čtvrtá roku 2010.
Do roku 2018 bylo dokončeno 17 ponorek ve čtyřech verzích (typ 039A, typ 039AG, typ 039B a typ 039C). V polovině roku 2018 bylo zveřejněno, že první ponorka této třídy vybavená pohonem AIP překonala řadu čínských rekordů.
V roce 2023 se objevily snímky čínské ponorky typu 039C s velitelskou věží s výrazným stealth tvarováním. Čína tedy jako první dokončila takto upravenou ponorku, přičemž stealth tvarování má i věž vyvíjených ponorek švédské třídy Blekinge a vyvíjené německé ponorky typu 212CD mají i stealth tvarování trupu.

## Konstrukce

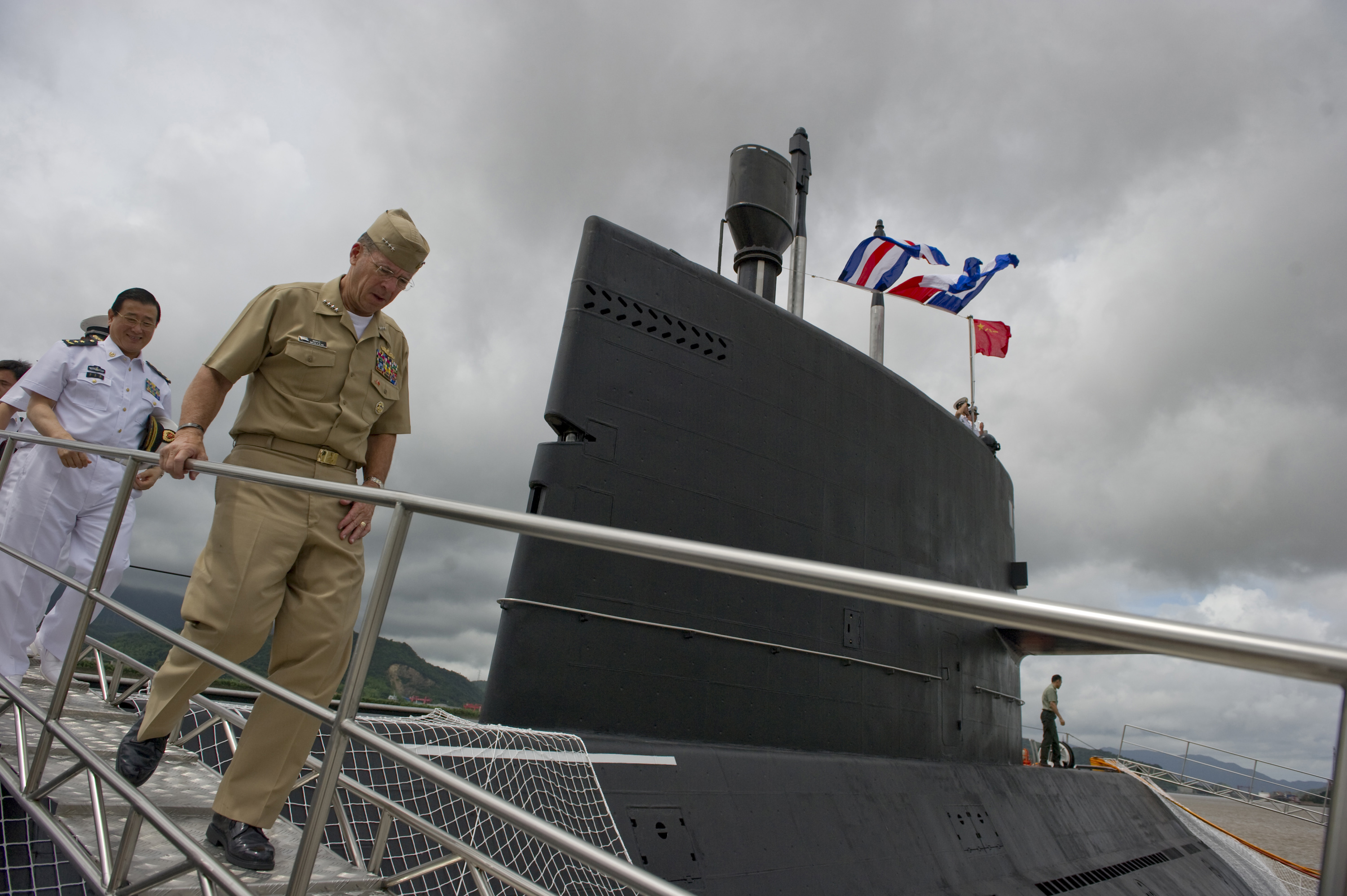
Ponorka typu Yuan

Trup ponorky ma kapkovitý tvar a je pokryt materiálem pohlcujícím vlny sonaru. Na věži ponorky je dvojice hloubkových kormidel a na zádi jsou konvenční křížová kormidla. Hlavní výzbroj tvoří šest 533mm torpédometů. Mohou nést torpéda či podzvukové protilodní střely YJ-82 s dosahem 80 km. Ponorka pojme 20 dlouhých zbraní či 36 min. Konvenční diesel-elektrický pohonný systém pohání jeden sedmilistý lodní šroub. Ponorky jsou rovněž vybaveny pohonem nezávislým na přístupu vzduchu (pravděpodobně Stirlingovy motory). Nejvyšší rychlost dosahuje 12 uzlů na hladině a 20 uzlů pod hladinou.

## Zahraniční uživatelé
- Pákistán – Pákistánské námořnictvo – v roce 2015 objednalo 8 ponorek třídy Hangor, zmenšené verze této třídy. Výzbroj mají tvořit torpéda a protilodní střely. Ponorky pravděpodobně mají být vybaveny pohonem AIP.[6]

- Thajsko – Thajské námořnictvo – v polovině roku 2015 bylo zveřejněno, že Thajsko zvažuje nákup tří ponorek zmenšené verze této třídy.[6] V červenci 2016 byla potvrzena objednávka tří jednotek, označených třída S26T (dříve bylo uváděno S20T[6]).[7] Na počátku roku vláda uvolnila 380 milionů dolarů na první ponorku. Všechny tři ponorky mají stát celkem 1,02 miliardy dolarů.[8] Kýl první jednotky byl založen 5. září 2019.[9] Realizaci programu zkomplikoval německý nesouhlas s exportem motorů MTU 396 a následně thajské odmítnutí jejich náhrady čínskými CHD620.[10] V říjnu 2023 thajský minister obrany uvedl, že program akvizice ponorek byl pozastaven, přičemž thajská vláda vyslovila slouhlas, aby byly na ně vyčleněné prostředky použity na stavbu fregaty v čínských loděnicích.[11] Thajsko zkoušelo o dodávkách motorů jednat s Německem a vyžádalo si informace od Pákistánu, který objednal ponorky příbuzného typu s činskými motory. Projekt si již vyžádal značné náklady, například bylo dokončeno 80 % potřebné infrastruktury, takže jeho zrušení by znamenalo nemalou finanční ztrátu.[12]